# Пиер Якопо Алари Бонаколси
Пиер Якопо Алари Бонаколси (на италиански: Pier Jacopo Alari Bonacolsi, L'Antico; * 1460, Мантуа; † 1528, Гацуоло), наричан Антико, е италиански скулптор, който работи за херцогската фамилия Гонзага през 16 век.
Той е последният известен с това име от род Бонаколси, господарите на Мантуа. Той създава множество фигури от бронз.

## Произведения
- Меркур, Музей на историята на изкуството, Виена.
- Аполон от Белведере, 1497/1498.
- Антонин Пий, ок. 1524.